# Les Valls d'Aguilar
Les Valls d'Aguilar és un municipi de la comarca de l'Alt Urgell. Comprèn dues entitats municipals descentralitzades: la Guàrdia d'Ares i Taús. El cap del municipi és el poble de Noves de Segre. El 1984 va modificar oficialment el nom per incloure l'article a la primera denominació de Valls d'Aguilar.
La creació d'aquest municipi data del 1972, i es va fer amb la fusió dels antics municipis de Castellàs, pertanyent a la comarca del Pallars Sobirà, i de la Guàrdia d'Ares, Noves de Segre i Taús, tots tres de l'Alt Urgell.
Actualment, a la legislatura (2015-2019), l'alcaldessa és Rosa Ma. Fàbrega Romà.
| Entitat de població | Habitants (2024) |
| Noves de Segre      | 132              |
| Taús                | 30               |
| Argestues           | 23               |
| Bellpui             | 18               |
| la Guàrdia d'Ares   | 16               |
| Espaén              | 13               |
| Miravall            | 8                |
| Castellàs           | 8                |
| Junyent             | 7                |
| Berén               | 6                |
| els Castells        | 5                |
| Trejuvell           | 2                |
| Biscarbó            | 1                |
| Font: Idescat       |                  |

## Situació
El municipi de les Valls d'Aguilar es troba a la comarca de l'Alt Urgell. Limita amb la comarca del Pallars Sobirà a l'oest; de fet, ha quedat incorporat a les Valls d'Aguilar un antic municipi tradicionalment pallarès, el de Castellàs. Al nord, s'estén fins al Port del Cantó limita amb el municipi alturgellenc de Montferrer i Castellbò, al nord-est i a l'est amb Ribera d'Urgellet al sud-est arriba fins al congost de Tresponts, amb Fígols i Alinyà i l'enclavament del Baridà (Ribera d'Urgellet) i al sud amb Cabó.
Travessen gairebé, per tot el terme, els rius de la Guàrdia i de Pallerols, que s'uneixen a Noves i desemboquen al Segre; a ponent, el riu Major porta les aigües a la Noguera Pallaresa. També hi trobem el riu Castellàs, prop del llogarret de Nyus (o Anyús Arxivat 2021-01-20 a Wayback Machine.), amb una única casa habitada, que depèn de la Parròquia de Castellàs.
L'escarpat de la major part del territori contrasta amb la suau plana de Taús, a 1.500 metres d'altitud.
Durant l'època medieval, l'actual terme de les Valls d'Aguilar va pertànyer al Vescomtat de Castellbò.

Entitats de població de les Valls d'Aguilar

## Geografia
- Llista de topònims de les Valls d'Aguilar (Orografia: muntanyes, serres, collades, indrets..; hidrografia: rius, fonts...; edificis: cases, masies, esglésies, etc).

## Patrimoni arquitectònic
L'arquitectura del romànic de les Valls d'Aguilar el formen un conjunt d'esglésies romàniques del segle xi distribuïdes pels nuclis de Taús, La Guàrdia d'Ares i Trejuvell, dins el municipi de les Valls d'Aguilar. Una d'elles és la petita església de Sant Lluc d'Anyús.

### Sant Martí de Taús
L'església de Sant Martí de Taús està documentada per primer cop en un testament de l'any 1094 i destaca per la seva senzillesa i bon estat de conservació.
L'edifici és d'una sola nau, coberta amb volta de canó, de perfil lleugerament apuntat i reforçada per dos arcs torals que arrenquen de pilastres adossades als murs. L'absis de base semicircular és precedit per un arc presbiteral en el qual s'obren dos nínxols rectangulars. La porta original, en arc de mig punt i paredada des d'antic, és a la façana sud.
L'accés actual està situat a la façana de ponent.
Hi ha dues finestres de doble esqueixada, una al mur sud i una altra al centre de l'absis.
Per arribar-hi agafarem la carretera que surt de Noves de Segre, abans d'entrar al poble.

### Sant Esteve de la Guardia[3]
El lloc de la Guàrdia és documentat des de l'any 1004, mentre que l'any 839 ja apareixia una església dedicada a Sant Esteve. L'edifici és d'una sola nau coberta amb volta de canó, reforçada per dos arcs torals i capçada per un absis semicircular que s'obre a través d'un arc presbiteral.
La nau original ha estat modificada en diverses èpoques amb la construcció de dues capelles rectangulars cobertes amb volta de canó, l'afegit d'una segona nau i l'allargament de tot el conjunt.
La porta actual està situada a migdia. D'altra banda el campanar és d'cadireta i s'alça sobre la façana de ponent. L'església de Sant Esteve de la Guàrdia depèn de la de Taús. Cal dir que el poble de la Guàrdia d'Ares, situat a 1.594 m d'altitud, fou municipi independent fins a l'any 1972. L'antic terme comprenia, a més, els pobles d'Espaén, Trejuvell, Nyus i Auses. Actualment és una entitat local menor amb junta administrativa pròpia. El poble és situat en un turó, a la riba esquerra del riu d'Aguilar o riu de la Guàrdia.

### Santa Elena de Trejuvell[6]

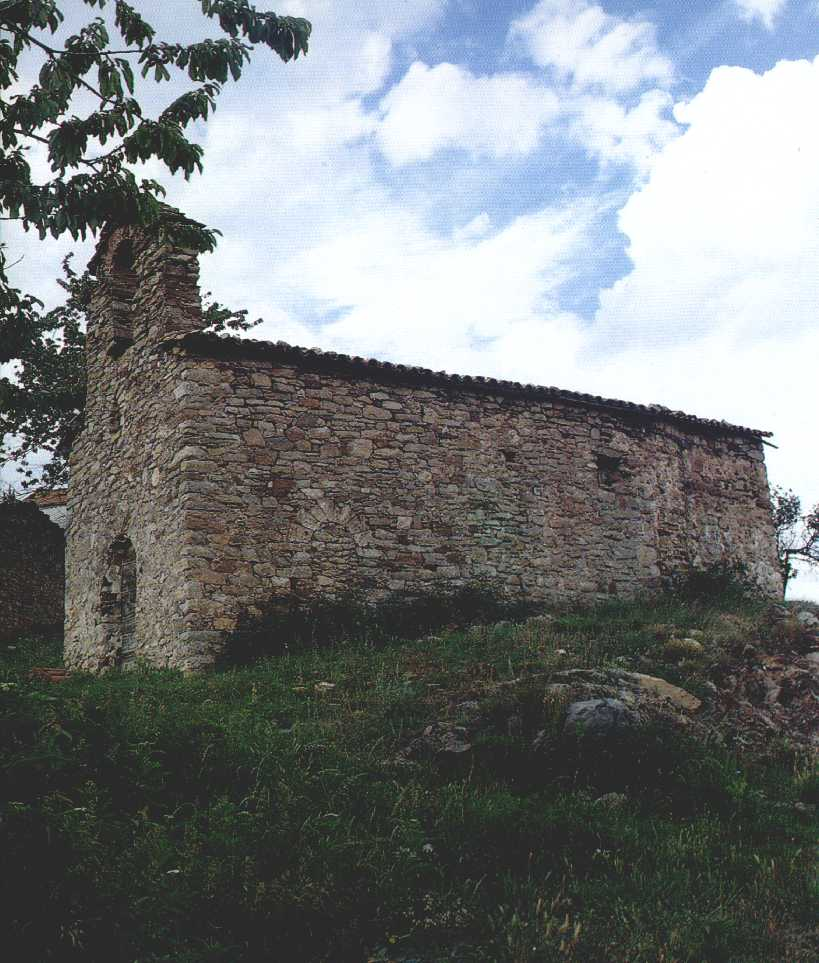
Església de Santa Elena de Trejuvell

La parròquia de Trejuvell (Trasiuvelli), Les Valls d'Aguilar, apareix documentada per primera vegada l'any 1085, mentre que la citació més antiga de l'església de Santa Elena o de Santa Creu de Trejuvell és del 1312, per bé que el temple hauria estat construït durant la primera meitat del segle xi. L'edifici és d'una sola nau, coberta amb un embigat de fusta i capçada per un absis trapezoïdal. A la façana sud es conserva, paredada, la porta original, mentre que l'accés actual és situat a la façana de ponent. Pel que fa a les finestres, es troben una de doble esqueixada prop de l'arc presbiteral, i dues més a l'absis, actualment paredades. El poble es troba al municipi de Noves de Segre, dins l'antic terme de la Guàrdia d'Ares, al vessant meridional del puig de Montcau, damunt la riba esquerra del riu de la Guàrdia. La seva església depèn de Castellàs, al Pallars Sobirà.

## Demografia
| 1497 f | 1515 f | 1553 f | 1717 | 1787 | 1857  | 1877  | 1887  | 1900 | 1910  |
| ------ | ------ | ------ | ---- | ---- | ----- | ----- | ----- | ---- | ----- |
| 5      | 45     | 60     | 648  | 938  | 2.159 | 1.707 | 1.238 | 989  | 1.078 |

| 1920  | 1930  | 1940  | 1950  | 1960 | 1970 | 1981 | 1990 | 1992 | 1994 |
| ----- | ----- | ----- | ----- | ---- | ---- | ---- | ---- | ---- | ---- |
| 1.203 | 1.242 | 1.064 | 1.030 | 865  | 458  | 272  | 240  | 228  | 228  |

| 1996 | 1998 | 2000 | 2002 | 2004 | 2006 | 2008 | 2010 | 2012 | 2014 |
| ---- | ---- | ---- | ---- | ---- | ---- | ---- | ---- | ---- | ---- |
| 302  | 296  | 296  | 316  | 321  | 314  | 305  | 304  | 300  | 298  |

| 2016 | 2018 | 2020 | 2022 | 2024 | 2026 | 2028 | 2030 | 2032 | 2034 |
| ---- | ---- | ---- | ---- | ---- | ---- | ---- | ---- | ---- | ---- |
| 291  | 272  | 245  | 274  | 262  | -    | -    | -    | -    | -    |

El primer cens és del 1975 després de la fusió de la Guàrdia d'Ares, Noves de Segre, Taús i Castellàs. Les dades anteriors són la suma dels antics municipis.